# St. Bartholomäus (Herstelle)

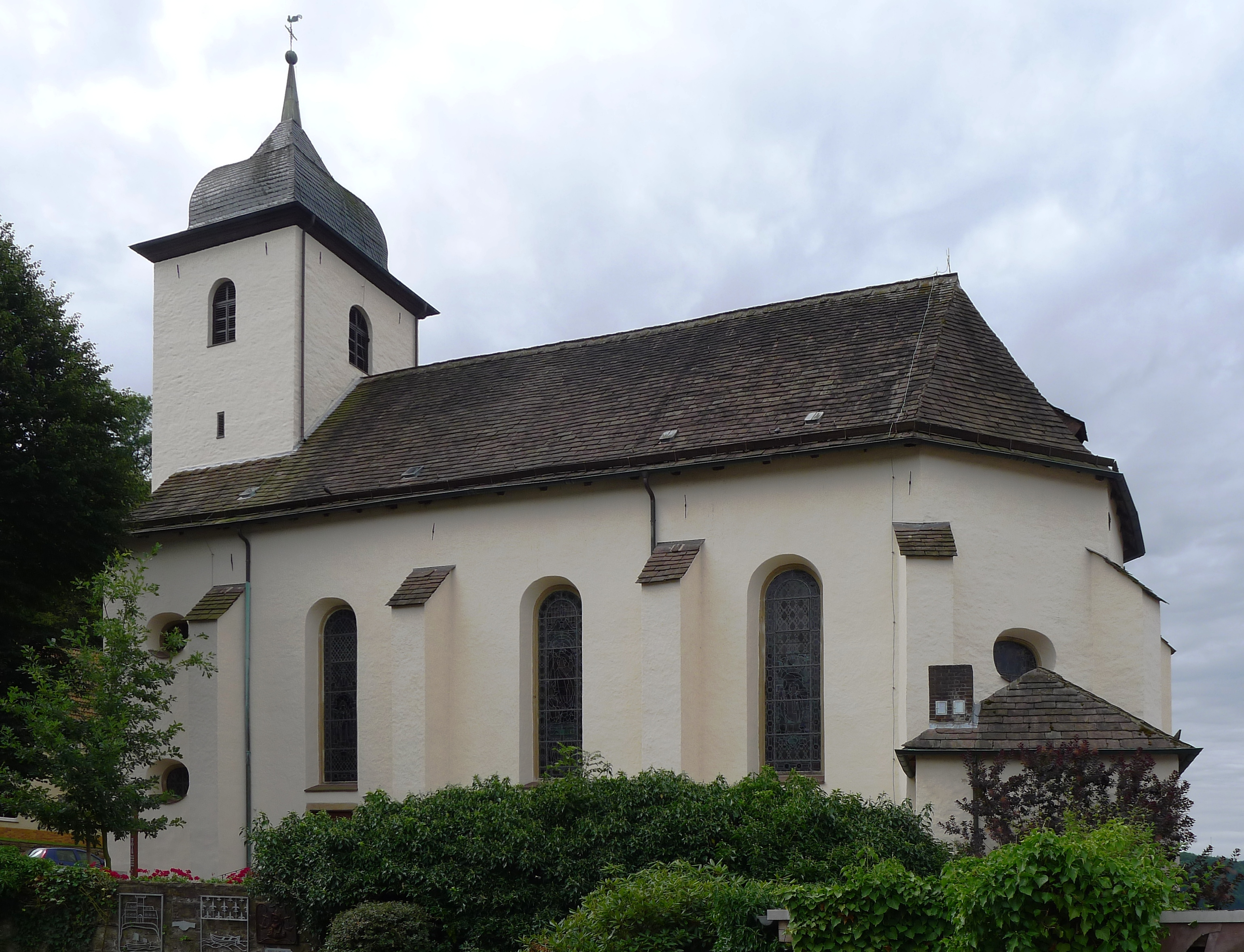
St. Bartholomäus

Die katholische Pfarrkirche St. Bartholomäus ist ein denkmalgeschütztes Kirchengebäude in Herstelle, einer Ortschaft der Stadt Beverungen im Kreis Höxter (Nordrhein-Westfalen).

## Geschichte und Architektur
Die Gemeinde wurde in der zweiten Hälfte des 9. Jahrhunderts gegründet und eine Vorgängerkirche wurde 1173 erstmals erwähnt. Die heutige Kirche, ein dreijochiger Saal aus verputztem Bruchstein schließt mit einem dreiseitigen Chor. Das Ostjoch ist kürzer. Der Bau wird durch Strebepfeiler gestützt, der Westturm unter einer geschweiften Haube ist eingebaut und mit 1710 bezeichnet. Die Kreuzrippengewölbe mit Gurtbögen ruhen auf rechteckigen Vorlagen mit profilierten Kämpfern.

## Ausstattung
- Die Bleiglasfenster wurden um 1900 eingebaut.
- Der Hochaltar aus Holz mit einem breiten Säulenretabel ist mit 1851 bezeichnet. Die ursprüngliche Fassung wurde 1970 freigelegt. Das Altarblatt ist signiert mit Johann Franz Xaver Laudage, 1856.
- Die Taufe in Pokalform aus Sandstein ist mit 1628 bezeichnet. Die romanische Basis ist als Fuß wiederverwendet.
- Holzfiguren mit den Darstellungen einer Pietà und einer Doppelmandonna sind vom 17. Jahrhundert.
- Die Figuren der hl. Elisabeth und des hl. Nikolaus wurden um 1700 in der Papen-Werkstatt angefertigt.
- Die kleine Kalvarienberggruppe vom 18. Jahrhundert wurde 1970 nach Befund neu gefasst.